# Kiruna högre allmänna läroverk
Kiruna högre allmänna läroverk var ett läroverk i Kiruna. Det var en föregångare till gymnasieskolan Hjalmar Lundbohmsskolan.

## Historia
1905 startades Kiruna högre folkskola. Ur denna uppstod 1921 en kommunal mellanskola som ombildades 1932–35 till en samrealskola, från 1939 med ett kommunalt gymnasium.
Mellan 1952 och 1955 ombildades skolan till Kiruna högre allmänna läroverk. Skolan kommunaliserades 1966 och namnändrades därefter 1970 efter en sammanslagning med yrkesskolan till Hjalmar Lundbohmsskolan. Skolans lokaler används sedan dess av Parkskolan. Studentexamen gavs från 1942 till 1968 och realexamen från 1935 (mellanskolan hade inte egen examensrätt) till 1970.